# Simone Pepe
Simone Pepe (* 30. August 1983 in Albano Laziale) ist ein ehemaliger italienischer Fußballspieler.

## Karriere

### Im Verein

#### AS Rom
Pepe begann seine Karriere bei der AS Rom, der ihn zunächst an Calcio Lecco auslieh.

#### US Palermo
Im Sommer 2003 wechselte der Angreifer zur US Palermo in die Serie B. In der Saison 2004/05 wurde Pepe zu Piacenza Calcio ausgeliehen. 2005 kehrte er nach Palermo zurück um den Weggang von Luca Toni zur AC Florenz zu kompensieren.

#### Udinese Calcio
Von 2006 bis 2011 stand Simone Pepe in der Serie A bei Udinese Calcio unter Vertrag.

#### Juventus Turin
Im Juni 2010 wechselte Pepe auf Leihbasis zum italienischen Rekordmeister Juventus Turin. Die Turiner besaßen zudem eine Kaufoption in Höhe von 7,5 Millionen Euro, die sie am 22. Juni 2011 wahrnahmen. Pepe unterschrieb daraufhin einen Vier-Jahres-Vertrag bei der Juve.
Im Juli 2012 wurde bekannt, dass sich Pepe vor Gericht verantworten muss, da er dem Verband nicht von Spielabsprachen berichtet hatte, die ihm bekannt gewesen sein sollen und in die Salvatore Masiello, sein ehemaliger Mannschaftskollege aus seiner Zeit bei Piacenza und Udinese, verwickelt gewesen sein soll. Am 10. August 2012 wurde Pepe freigesprochen, da die Aussagen des Fußballspielers Andrea Masiello, der Pepe und dessen Mannschaftskameraden Leonardo Bonucci der Mitwisserschafts beschuldigt hatte, als nicht stimmig angesehen wurden.
Nach der Spielzeit 2014/15 verließ er Juventus Turin.

#### Chievo Verona
In der Saison 2015/16 spielte Pepe bei Chievo Verona.

#### Delfino Pescara 1936
In der Folgesaison stand er bei Delfino Pescara 1936 unter Vertrag. Nach Auslaufen seines Vertrages im Sommer 2017 beendete Pepe seine Karriere.

### In der Nationalmannschaft
Am 5. Oktober 2008 wurde Pepe von Nationaltrainer Marcello Lippi für die WM-Qualifikationsspiele der italienischen Nationalmannschaft gegen Bulgarien und Montenegro nominiert. Sein erstes Länderspiel absolvierte er am 11. Oktober 2008 beim 0:0 gegen Bulgarien.
2010 wurde er von Lippi in den Kader Italiens für die Weltmeisterschaft in Südafrika nominiert. Pepe absolvierte alle drei Partien, schied mit den Azzurri aber bereits in der Vorrunde als Gruppenletzter aus.
Sein letztes Länderspiel absolvierte er am 15. November 2011 gegen Uruguay.

## Erfolge
- Italienischer Meister: 2011/12, 2012/13, 2013/14, 2014/15
- Italienischer Supercupsieger: 2012, 2013
- Italienischer Pokalsieger: 2014/15

## Verweise